# Stortjärnen (Umeå socken, Västerbotten)
Stortjärnen är en sjö i Umeå kommun i Västerbotten och ingår i Sävaråns huvudavrinningsområde.